# Џек Едмондс
Џек Едмондс (енгл. Jack R. Edmonds; Вашингтон, 5. април 1934) је амерички доктор рачунарских наука, заслужан као један од најважнијих људи за допринос поља комбинаторне оптимизације. Он је добитник John von Neumann Theory Prize 1985. године.
Неки од алгоритама који се по њему зову су Едмондсов алгоритам и Едмонд–Карп алгоритам. Заслужан је и за Алгоритам максималног упаривања.